# A Daughter of the Sioux
A Daughter of the Sioux er en amerikansk stumfilm fra 1925 instrueret af Ben Wilson.

## Medvirkende
- Ben Wilson som John Field
- Neva Gerber som Nanette
- Robert Walker som Eagle Wing
- Fay Adams som Trooper Kennedy
- William A. Lowery som Bill Hay
- Rhody Hathaway som John Webb